# 金沢市立森本小学校
金沢市立森本小学校（かなざわしりつもりもとしょうがっこう、英語: Kanazawa Municipal Morimoto Elementary School）は、石川県金沢市南森本町に所在する公立小学校。

## 沿革
特筆表記のない情報の出典：
- 1873年（明治06年） - 森下小学校[注釈 2]、八田小学校創設。
- 1876年（明治09年） - 才田小学校、大場小学校創設。
- 1885年（明治18年）4月 - 森下、八田、才田、大場各校を統合し、森下尋常小学校と改称[7]。
- 1892年（明治25年）4月 - 小学校令改正の施行に伴い、森本村立森下尋常小学校[8]、八田村立八田尋常小学校[9]、崎田村立才田尋常小学校[10]、大場村立大場尋常小学校[11]としてそれぞれ独立する。
- 1907年（明治40年）8月10日 - （新）花園村の発足に伴い、才田尋常小学校が花園村立才田尋常小学校[10]となる。
- 1941年（昭和16年）4月1日 - 国民学校令施行に伴い、それぞれ森本国民学校、八田国民学校、才田国民学校、大場国民学校と改称。
- 1947年（昭和22年）4月1日 - 学制改革により、それぞれ河北郡森本村立森本小学校[注釈 3]、河北郡八田村立八田小学校[注釈 4]、河北郡花園村立才田小学校[注釈 5]、河北郡大場村立大場小学校[注釈 6]と改称。
- 1954年（昭和29年）6月1日 - 森本村、八田村、花園村、大場村及び三谷村が合併して森本町が発足し、これに伴い、それぞれ森本町立となる。
- 1962年（昭和37年）6月1日 - 森本町の金沢市編入に伴い、それぞれ金沢市立となる。
- 1966年（昭和41年）日付不詳 - 森本小学校が保健体育の指導研究の功績により文部省から表彰される。
- 1971年（昭和46年）9月1日 - 森本（初代）、八田、才田、大場小学校を統合、金沢市立森本小学校（2代）を創立する（所在地：金沢市南森本町イ24番地[14]）。大場、才田、八田の3校舎は森本小学校の分教場となる[15]。
- 1972年（昭和47年）
  - 3月22日 - 大場、才田、八田の3分教場の閉校式を挙行[15]。
  - 4月1日 - 新校舎へ移転（現在地：金沢市南森本町イ111番地）。
- 1973年（昭和48年）3月8日 - 新校舎落成式を行う[15]。
- 1995年（平成07年）8月31日 - 校舎内大規模改修工事（4年間）終了。
- 2001年（平成13年）4月1日 - 特別支援学級「そよかぜ（知的）」「あおぞら（情緒)」を開設。
- 2002年（平成14年）8月30日 - 校内LAN整備工事が完成。
- 2005年（平成17年）8月31日 - 校舎耐震工事を完成（複数年度〈2期〉にわたって施工）。
- 2007年（平成19年）4月1日 - 特別支援学級「たんぽぽ（肢体）」を開設。
- 2008年（平成20年）11月5日 - シンボル像「学びの像」完成除幕式。
- 2010年（平成22年）
  - 3月31日 - 特別支援学級「たんぽぽ（肢体）」を閉鎖。
  - 8月30日 - 体育館完成竣工式を挙行。
- 2012年（平成24年）4月1日 - 特別支援学級「たんぽぽ（肢体）」を再開。
- 2013年（平成25年）9月30日 - ユネスコスクール登録認定。
- 2019年（令和元年）9月18日 - 普通教室空調装置設置工事完了。
- 2020年（令和02年）
  - 4月13日 - 新型コロナウイルス感染拡大防止対応で、同年5月31日まで全市一斉臨時休業。
  - 10月5日 - 大規模改修工事完了。
- 2022年（令和04年）1月・2月 - 校内で新型コロナウイルス感染症の児童感染が拡大（学年・学級閉鎖）。

## 服装
- 平常時は標準服の着用が義務付けられている。但し、私服登校が可能な時もある。[要出典]

## 学区
弥勒町、塚崎町、吉原町、南森本町、北森本町、観法寺町、梅田町、大場町、八田町、才田町、忠縄町、福久町（ロ21番地、ロ85番地、ロ86番地、ロ100番地～ロ225番地、ハ11番地～ハ33番地、ハ58番地～ハ64番地に限る。）、湖陽1丁目、湖陽2丁目、湖南町